# 7. oklepna divizija (ZDA)
7. oklepna divizija (izvirno angleško 7th Armored Division) je bila oklepna divizija Kopenske vojske ZDA.